# Nati nel 1237
| Questa pagina contiene informazioni ricavate automaticamente dalle voci biografiche con l'ausilio del template Bio e di un bot. L'aggiornamento è periodico e automatico e ricostruisce completamente la pagina. Se manca una persona in questa lista, sei pregato di non aggiungerla, ma accertati piuttosto che la sua voce biografica contenga il template Bio e che i dati anagrafici siano correttamente compilati. Se il template Bio manca, inseriscilo tu stesso o, in alternativa, metti l'avviso {{tmp\|Bio}} che ne segnala la mancanza. Se i dati riportati sono sbagliati, correggi direttamente la voce biografica; le modifiche saranno visibili in questa lista entro pochi giorni. Per chiarimenti vedi il progetto biografie. La lista contiene solo le 8 persone che sono citate nell'enciclopedia e per le quali è stato implementato correttamente il template Bio. Pagina aggiornata al 10 ago 2025. |

- Beatrice di Savoia, nobile († 1310)
- Agnese di Borbone-Dampierre, contessa († 1288)
- Corrado da Offida, francescano italiano († 1306)
- Costanza d'Ungheria, principessa ungherese († 1276)
- Munio di Zamora, vescovo cattolico e religioso spagnolo († 1300)
- Ruggero II Sanseverino, nobile e condottiero italiano († 1285)
- Qotb al-Din Shirazi, astronomo, filosofo e medico persiano († 1311)
- William de Beauchamp, IX conte di Warwick, nobile inglese († 1298)